# Eragrostis mahrana
Eragrostis mahrana är en gräsart som beskrevs av Georg August Schweinfurth. Eragrostis mahrana ingår i släktet kärleksgrässläktet, och familjen gräs. Inga underarter finns listade i Catalogue of Life.